# Tahar Cheriaa
Tahar Cheriaa (Sayada, 5 januari 1927 – Ezzahra, 4 november 2010) was een Tunesisch filmregisseur, filmcriticus en de oprichter van het Filmfestival van Carthago.
Na zijn middelbareschooltijd aan het jongenslyceum te Sfax en het behalen van een licentiaat in de Arabische taal en cultuur in 1951 vertrok Cheriaa naar Parijs om zijn opleiding te vervolgen aan de faculteit der letteren van de Universiteit van Frankrijk. Tien jaar later keerde hij terug naar Tunesië, waar hij in 1962 aan het hoofd kwam te staan van de Afdeling Film van het Ministerie van Voorlichting.
In 1952 trad Cheriaa toe tot Filmclub Louis Lumière te Sfax. Hij legde zich toe op promotie van Tunesische en Afrikaanse cinema, wat het de bijnaam "vader van de Tunesische en Afrikaanse cinema" opleverde. In 1969 werd hij gedurende zes maanden gevangengezet op grond van "illegale politieke subversie".
Vanaf 1956 schreef hij filmkritieken in verschillende Tunesische publicaties. Hij was technisch adviseur in co-auteur van de Tunesische film Renaissance van Harzallah en Mecheri (1964) en adviseerde over het script van L'Aube van Omar Khlifi uit 1966, een film die hij ook financierde. Bovendien richtte hij de Tunesische Federatie van amateurcineasten op, zat hij Tunesische filmclubs voor en was hij lid van de belangrijkste inter-Arabische en Afrikaanse pers- en filmverenigingen.
In 1966 richtte hij het eerste pan-Arabische en pan-Afrikaanse festival op: het Filmfestival van Carthago, waarvan hij tot 1974 eerste secretaris was. Ondertussen bekleedde hij ook expertfuncties bij UNESCO op het gebied van Arabische cultuur, film en televisie. Tussen 1963 en 1974 was hij bovendien hoofd van het Agence de coopération culturelle et technique (de voorloper van de tegenwoordige Organisation internationale de la Francophonie. In 1970 was hij met Ousmane Sembène medeoprichter van de Pan-Afrikaanse Federatie van Cineasten.
In 1969 maakte hij deel uit van de groep groep filmliefhebbers die in Burkina Faso het Panafrikaans Festival van Ouagadougou voor Film en Televisie oprichtte.
In 2007 werd Cheriaa door president Zine El Abidine Ben Ali onderscheiden met de Tunesische Orde van Culturele Verdienste.
Op 27 oktober 2010, kort voor zijn dood, liet hij tijdens het Filmfestival van Carthago zijn werk na aan zijn geboortestad Sayada.
- Bibliothèque nationale de France: cb12905396w (data)
- CiNii: DA12874259
- International Standard Name Identifier: 0000 0000 3251 3071
- Library of Congress Control Number: n88655439
- Nationale bibliotheek van Australië: 48221471
- Nederlandse Thesaurus van Auteursnamen: 182806383
- Réseau des bibliothèques de Suisse occidentale: 02-A008758222
- Système universitaire de documentation: 152231730
- Trove: 1480206
- Virtual International Authority File: 9976742
- WorldCat: E39PBJfmqvYpVcbYHrcB9fgVG3